# Yandex Music
Yandex Music (em russo:  Яндекс Музыка tr. Yandeks Muzyka; estilizado como Yandex. Music) é um serviço de streaming de música russo desenvolvido pela Yandex. Os usuários selecionam composições musicais, álbuns, coleções de faixas musicais para ouvir em seus dispositivos sob demanda e recebem recomendações de acordo com seus gostos pessoais. O serviço também está disponível como navegador da web. Está disponível na Armênia, Azerbaijão, Bielorrússia, Geórgia, Israel, Cazaquistão, Quirguistão, Moldávia, Rússia, Tadjiquistão, Turcomenistão e Uzbequistão. A assinatura só pode ser paga nestes países mencionados, mas o serviço também está disponível em todos os outros países.
Em outubro de 2017, mais de 40 milhões de faixas de música estavam disponíveis no Yandex Music. Aproximadamente 20 milhões de pessoas são usuárias do serviço pelo menos uma vez por mês.
Seu recurso mais popular são as listas de reprodução inteligentes, que são atualizadas diariamente para cada usuário e apresentam faixas tocadas recentemente, músicas semelhantes às de seus favoritos e diversas faixas segundo o gosto do usuário.

## Opções do usuário
- Música sob demanda;
- Recomendações de acordo com os gostos pessoais;
- Pesquisar diretórios e estruturação de categorias;
- Fazer listas de reprodução e transferi-las entre contas e dispositivos;
- Reproduzir offline de faixas baixadas (somente na versão paga);
- Salvar músicas na biblioteca pessoal;
- Transmitir vídeo;
- Adicionar faixas a blogs e sites;
- Scrobbling - transferência de informações sobre as faixas transmitidas para o site Last.fm para serem usadas depois;
- Importar músicas da Last.fm e da Deezer;
- Pesquisar música por texto e texto "melodias";[7]
- Comprar ingressos para shows;
- Letras e traduções literárias de letras de músicas estrangeiras;[8]
- Seleções de músicas pela equipe editorial, por marcas, mídia, músicos, blogueiros, gravadoras, etc.;
- Notificações de novas composições de artistas favoritos;
- Assinaturas de presente por 3, 6 ou 12 meses; [9]
- Reproduzir taxa de bits máxima de até 320 kbit/s e frequência de amostragem de 44,1 kHz, 16 bits, estéreo;

O modo de som HQ de alta qualidade está disponível para os usuários assinantes da versão paga.

## História
Em 22 de setembro de 2010, a Yandex anunciou o lançamento de seu próprio serviço, Yandex Music, que permitia o streaming de músicas, álbuns e coleções de vários artistas sob demanda no dispositivo do usuário. Mais de 50 detentores de direitos disponibilizaram conteúdo neste serviço, como Universal, EMI, Warner Music Group, Sony Music, First Music Publishing, Monolit, SBA Production etc.
800 mil faixas de 58 mil artistas estavam disponíveis no catálogo quando foi lançado.
Em 30 de maio de 2012, a Yandex passou a disponibilizar o Yandex Music para iOS.
Em maio de 2013, foi lançado o Yandex Music para Android.
Em setembro de 2014, a Yandex começou a usar o sistema de recomendações pessoais. A lista de reprodução foi criada graças às preferências musicais pessoais do usuário e de seus amigos no Vkontakte e no Facebook. A interface também passou por mudanças significativas.
Em outubro de 2017, a Yandex fez ajustes completos no serviço. As seções "Novos Lançamentos", "Playlists com Novas Composições", "Mood and Genres" e "Charts" foram inseridas na página principal. A tela do player e do artista também foi modificada.
Em junho de 2018, o Yandex Music foi lançado na Armênia. Quando foi lançado naquele país, a interface foi traduzida para o armênio, e a equipe editorial do serviço criou listas de reprodução de música armênia e os gráficos atualizados diariamente com as faixas mais ouvidas na Armênia apareceram na página principal.
Em outubro de 2018, o Yandex Music foi lançado em Israel. O catálogo foi atualizado. As músicas dos artistas locais populares foram adicionadas. Na seção de busca, podem ser encontrados resultados em inglês e hebraico.

## Tecnologias
Para as recomendações pessoais, o serviço usa redes neurais artificiais. Os algoritmos desenvolvidos com base nessas redes e desenvolvimentos semelhantes de outras empresas permitem que os computadores entendam melhor como a música funciona e aprendam a percebê-la como uma pessoa.